# Großer Preis von Frankreich 1963
Der Große Preis von Frankreich 1963 (offiziell XLIX Grand Prix de l’A.C.F.) fand am 30. Juni auf dem Circuit de Reims-Gueux in Reims statt und war das vierte Rennen der Automobil-Weltmeisterschaft 1963.

## Berichte

### Hintergrund

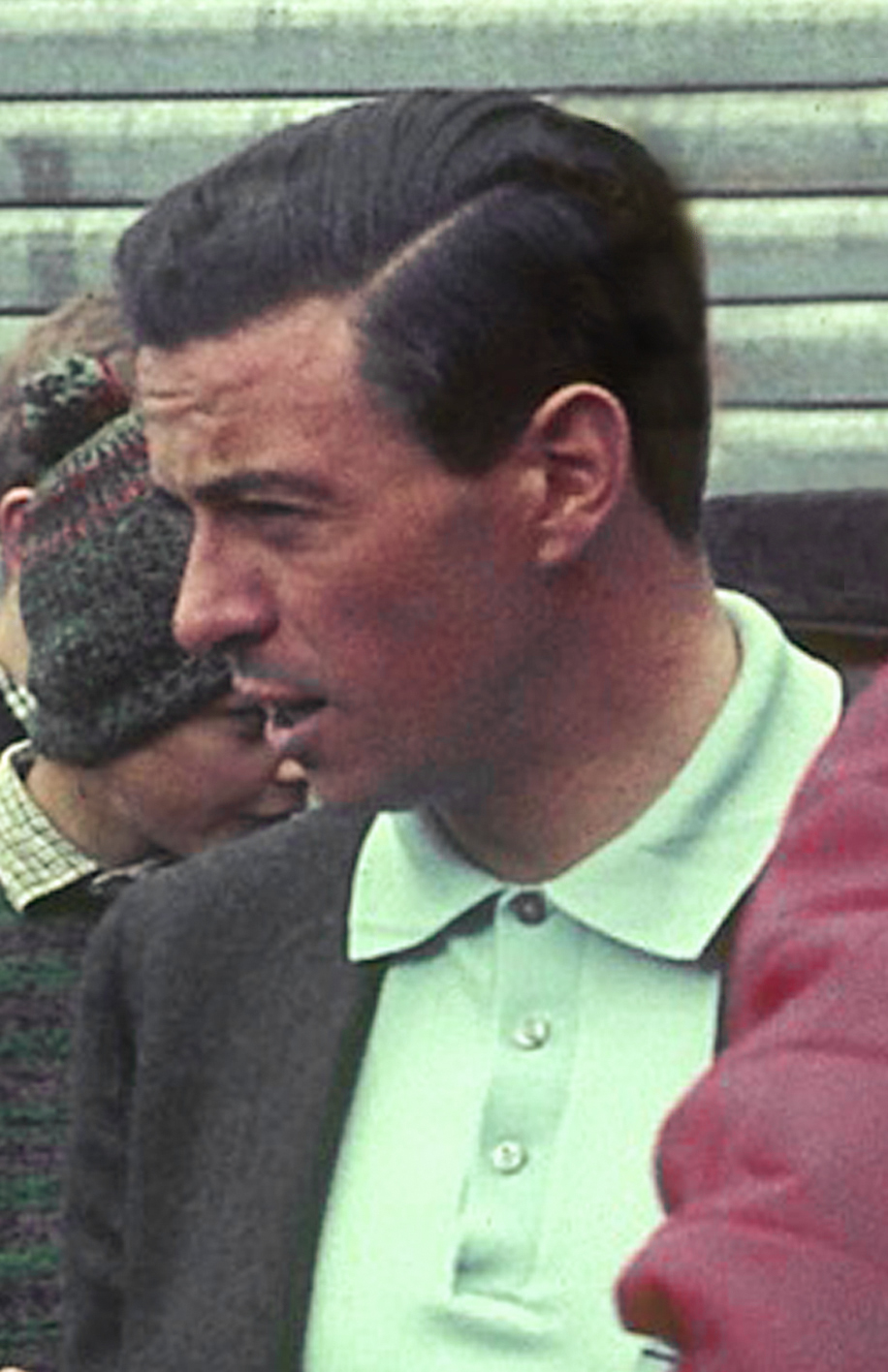
Zweiter Grandslamsieg in Folge – Jim Clark

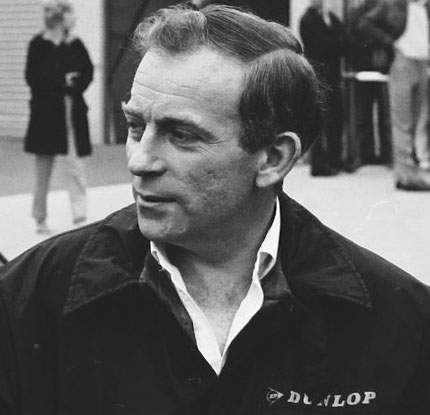
Erste Meldung in der Automobil-Weltmeisterschaft – Peter Arundell

Nachdem der Große Preis von Frankreich in unregelmäßigem Wechsel an verschiedenen Orten ausgetragen worden war, fand er 1963 zum vorletzten Mal auf dem Circuit Reims-Gueux statt, bevor das Rennen 1966 letztmals hier veranstaltet wurde.
B.R.M. hatte erneut den BRM P61 für Graham Hill gemeldet. Im Gegensatz zum Großen Preis der Niederlande wurde der Wagen diesmal auch im Rennen eingesetzt und debütierte damit in der Automobil-Weltmeisterschaft. B.R.M. verwendete ein Halb-Monocoque bei diesem Fahrzeug und wurde das zweite Team mit diesem Konstruktionskonzept, nachdem Lotus in den letzten Rennen mit dem Lotus 25 dominiert hatte. Der Lotus 25 hatte allerdings ein vollständiges Monocoque. Graham Hills Teamkollege Richie Ginther fuhr weiterhin den BRM P57. Bei Lotus meldete das Team zusätzlich zum Lotus 25 für Jim Clark den Vorjahreswagen Lotus 24, der aber nicht zum Einsatz kam. Neben Clark und Trevor Taylor fuhr Peter Arundell in den Trainingsessions für Lotus, nahm dann aber statt am Grand Prix an einem Rahmenrennen teil, obwohl er sich für den Grand Prix qualifiziert hatte. Es war seine erste Meldung für ein Rennen der Automobil-Weltmeisterschaft. Reg Parnell Racing meldete zwei Wagen, einen Lola Mk4A für Chris Amon und einen Lotus 24 für Maurice Trintignant, der nach mehreren Rennen Pause zurückkehrte. Für ihn war es das letzte Rennen für Reg Parnell Racing sowie das letzte Rennen auf Lotus in seiner Karriere. Ferrari hatte Ludovico Scarfiotti und John Surtees gemeldet. Durch eine Verletzung fiel Scarfiotti jedoch aus und kehrte erst beim Großen Preis von Italien 1964 wieder in die Automobil-Weltmeisterschaft zurück, erneut bei Ferrari. Durch das Pausieren von A.T.S. fuhr Phil Hill ein Rennen für die Ecurie Filipinetti. Für ihn war es der einzige Grand Prix auf Lotus, das Team zog sich danach aus der Automobil-Weltmeisterschaft zurück. Außerdem kehrte Lorenzo Bandini zur Scuderia Centro Sud zurück, für die er zuletzt 1961 fuhr. Er pilotierte den alten BRM P57 von Graham Hill, der von B.R.M. an die Scuderia Centro Sud ausgeliehen wurde. Es war sein erstes Saisonrennen, ebenso wie für Masten Gregory, der für Tim Parnell gemeldet war. Teambesitzer Tim Parnell war der Sohn von Reg Parnell, ebenfalls Teamchef mit eigenen Team in diesem Grand Prix. Auch Scirocco-Powell war nach einer Pause erneut mit einem Fahrzeug gemeldet, gefahren von Tony Settember.
Carel Godin de Beaufort, der einige Tage vor dem Rennwochenende von den anderen Fahrern als bester Fahrer mit privatem Fahrzeug ausgezeichnet worden war, wurde eine Starterlaubnis beim Großen Preis von Frankreich von den Veranstaltern verweigert. Sein Wagen, ein Porsche mit Vierzylindermotor, war den Organisatoren nicht modern genug und sie wollten ein Starterfeld, ausschließlich bestehend aus Wagen mit Sechs- oder Achtzylindermotoren. Daraufhin boten einige andere Teams de Beaufort kostenlos ihre Ersatzwagen an, doch dieses Vorhaben scheiterte am Gewicht und den Körpermaßen de Beauforts, der in die schmalen britischen Wagen von Lotus, Cooper und B.R.M. nicht hineinpasste.
Mit Jack Brabham und Dan Gurney nahmen zwei ehemalige Sieger am Rennen teil. Bei den Konstrukteuren war zuvor Ferrari sechsmal erfolgreich, Cooper einmal. In der Fahrerwertung hatte Clark sieben Punkte Vorsprung auf Richie Ginther und acht Punkte Vorsprung auf Bruce McLaren und Dan Gurney. Die Konstrukteurswertung führte Lotus mit 19 Punkten an, vor B.R.M. mit 14 Punkten und Cooper mit zehn Zählern.

### Training
Zum zweiten Mal in Folge und zum dritten Mal in der Saison fuhr Clark in die Pole-Position und war erneut der Konkurrenz überlegen. Sieben Zehntelsekunden war seine Zeit schneller als die des Zweitplatzierten Graham Hill. Gurney, der sich auf Rang drei qualifizierte, war 1,5 Sekunden langsamer als Clark. Mit Surtees, Ginther und Brabham fuhren drei Fahrer die gleiche Zeit und starteten in der Reihenfolge Surtees – Ginther – Brabham von den Plätzen vier bis sechs. Cooper erreichte die Startplätze sieben und neun, Clarks Teamkollege Taylor wurde Achter. Innes Ireland komplettierte die ersten zehn, bester Fahrer mit privatem Wagen war Joseph Siffert mit einem Lotus 24. Die Wagen der Konstrukteure Lola und Scirocco-Powell qualifizierten sich im hinteren Feld.
Scarfiotti verunglückte mit seinem Ferrari schwer und zog sich Verletzungen zu, durch die er für den Rest der Saison ausfiel. Auf regennasser Strecke verlor er die Kontrolle über seinen Wagen und traf zwei abseits der Strecke stehende Telefonmasten. Er wurde mit Beinverletzungen und Verletzungen im Gesicht ins Krankenhaus gebracht. Damit hatte Ferrari nur noch Surtees als Fahrer, da auch Willy Mairesse verletzungsbedingt fehlte.

### Rennen
Das Rennen begann chaotisch, als Graham Hill in der Startaufstellung seinen Motor abwürgte und von seinen Mechanikern angeschoben werden musste. Normalerweise hätte er laut Reglement dafür vom Ende des Feldes starten müssen, allerdings entschieden sich die Verantwortlichen anders und belegten ihn stattdessen mit einer einminütigen Strafe und dem Abzug sämtlicher Punkte nach dem Rennen. Außerdem wurde das Rennen mit dem Schwenken einer roten Flagge gestartet. Clark gewann den unüblichen Start, Ginther verbesserte sich um drei Positionen auf Rang zwei.
Erneut dominierte Clark und baute seinen Vorsprung auf die Konkurrenz kontinuierlich aus, auch begünstigt durch den Ausfall von Ginther in Runde vier, dessen Kühler durch einen Steinschlag beschädigt wurde. Nur eine Runde später fiel auch Settember aus. Hinter dem Führenden Clark entwickelte sich ein Duell um Rang zwei, das Brabham gegen Taylor für sich entschied. Auch die nachfolgenden Duelle um die Punkte und den Sieg waren vor allem durch technische Ausfälle und Probleme geprägt. Surtees schied mit defekter Kraftstoffpumpe in Runde zwölf aus, auch Gregory erreichte das Ziel nicht, bei ihm war die Ausfallursache ein Getriebeschaden. Brabham holte auf Clark auf, als dessen Motor Fehlzündungen bekam, die jedoch nur sporadisch auftraten. Allerdings hatte Brabhams Fahrzeug Probleme mit einem losen elektrischen Draht, der in der Box repariert werden musste, sodass er nach der kurzen Aufholjagd auf Clark auf Rang vier zurückfiel. Neuer Zweiter war Graham Hill, der Schwierigkeiten mit der Kupplung hatte und dadurch Grund noch von Tony Maggs überholt wurde.
Clark gewann den Grand Prix mit über einer Minute Vorsprung auf Maggs. Neben der Pole-Position, dem Sieg und der schnellsten Rennrunde führte er alle Runden des Rennens an, ihm gelang damit zum zweiten Mal in Folge ein Grand Slam. Nur Alberto Ascari in der Automobil-Weltmeisterschaft 1952 gelang dies vorher und erst in der Formel-1-Weltmeisterschaft 2013 erreichte mit Sebastian Vettel erneut ein Fahrer zwei Grand Slam in Folge. Für Clark war es der dritte Sieg in Folge, damit baute er seinen Vorsprung in der Fahrerwertung weiter aus. Maggs wurde wie beim Großen Preis von Frankreich 1962 Zweiter. Dies war seine insgesamt dritte und letzte Podestplatzierung. Graham Hill wurde als Dritter des Rennens gewertet, erhielt aber keine Punkte für die Fahrerwertung, weil er beim Start angeschoben worden war. Andere Fahrer rückten in der Wertung nicht nach. Brabham klassifizierte sich somit auf Platz vier vor seinem Teamkollegen Gurney. Den ersten Punkt seiner Karriere erreichte Siffert auf Rang sechs; er hatte bereits eine Runde Rückstand auf Clark. Die weiteren Plätze belegten Amon, Trintignant und Ireland.
In der Fahrerwertung führte Clark nach dem Rennen mit 27 Punkten vor Gurney mit zwölf Punkten und Ginther mit elf Zählern. In der Konstrukteurswertung baute Lotus seinen Vorsprung auf die anderen Konstrukteure weiter aus und hatte 28 Punkte. Cooper war neuer Zweite mit 16 Zählern vor B.R.M. mit 14 Punkten.

## Meldeliste
| Team                        | Nr. | Fahrer              | Chassis        | Motor          | Reifen |
| --------------------------- | --- | ------------------- | -------------- | -------------- | ------ |
| Owen Racing Organisation    | 02  | Graham Hill         | BRM P61        | BRM 1.5 V8     | D      |
| Owen Racing Organisation    | 02  | Graham Hill         | BRM P57        | BRM 1.5 V8     | D      |
| Owen Racing Organisation    | 04  | Richie Ginther      | BRM P57        | BRM 1.5 V8     | D      |
| Brabham Racing Organisation | 06  | Jack Brabham        | Brabham BT7    | Climax 1.5 V8  | D      |
| Brabham Racing Organisation | 08  | Dan Gurney          | Brabham BT7    | Climax 1.5 V8  | D      |
| Cooper Car Company          | 10  | Bruce McLaren       | Cooper T66     | Climax 1.5 V8  | D      |
| Cooper Car Company          | 12  | Tony Maggs          | Cooper T66     | Climax 1.5 V8  | D      |
| Scuderia Ferrari SpA SEFAC  | 14  | Ludovico Scarfiotti | Ferrari 156/63 | Ferrari 1.5 V6 | D      |
| Scuderia Ferrari SpA SEFAC  | 16  | John Surtees        | Ferrari 156/63 | Ferrari 1.5 V6 | D      |
| Team Lotus                  | 18  | Jim Clark           | Lotus 25       | Climax 1.5 V8  | D      |
| Team Lotus                  | 20  | Trevor Taylor       | Lotus 25       | Climax 1.5 V8  | D      |
| Team Lotus                  | 22  | Jim Clark           | Lotus 24       | Climax 1.5 V8  | D      |
| Team Lotus                  | 22  | Peter Arundell      | Lotus 25       | Climax 1.5 V8  | D      |
| Reg Parnell Racing          | 28  | Maurice Trintignant | Lotus 24       | Climax 1.5 V8  | D      |
| Reg Parnell Racing          | 30  | Chris Amon          | Lola Mk4A      | Climax 1.5 V8  | D      |
| British Racing Partnership  | 32  | Innes Ireland       | BRP Mk1        | BRM 1.5 V8     | D      |
| British Racing Partnership  | 34  | Jim Hall            | Lotus 24       | BRM 1.5 V8     | D      |
| Siffert Racing Team         | 36  | Joseph Siffert      | Lotus 24       | BRM 1.5 V8     | D      |
| Scirocco-Powell             | 38  | Tony Settember      | Scirocco 01    | BRM 1.5 V8     | D      |
| Ecurie Filipinetti          | 42  | Phil Hill           | Lotus 24       | BRM 1.5 V8     | D      |
| Rob Walker Racing Team      | 44  | Joakim Bonnier      | Cooper T60     | Climax 1.5 V8  | D      |
| Rob Walker Racing Team      | 44  | Joakim Bonnier      | Cooper T66     | Climax 1.5 V8  | D      |
| Scuderia Centro Sud         | 46  | Lorenzo Bandini     | BRM P57        | BRM 1.5 V8     | D      |
| Tim Parnell                 | 48  | Masten Gregory      | Lotus 24       | BRM 1.5 V8     | D      |

Anmerkungen
1. 1 2  Hill fuhr den BRM P61 mit der Nummer 2 in den Trainingssitzungen und im Rennen.
2. 1 2 3  Clark fuhr den Lotus 25 mit der Nummer 18 in den Trainingssitzungen und im Rennen. Arundell fuhr den Lotus 25 mit der Nummer 22 in den Trainingssitzungen und nahm dann an einem Supportrennen teil.
3. 1 2  Bonnier fuhr den Cooper T60 mit der Nummer 44 in den Trainingssitzungen und im Rennen.

## Klassifikationen

### Startaufstellung
| Pos. | Fahrer              | Konstrukteur    | Zeit   | Ø-Geschwindigkeit | Start |
| ---- | ------------------- | --------------- | ------ | ----------------- | ----- |
| 01   | Jim Clark           | Lotus-Climax    | 2:20,2 | 213,18 km/h       | 01    |
| 02   | Graham Hill         | B.R.M.          | 2:20,9 | 212,12 km/h       | 02    |
| 03   | Dan Gurney          | Brabham-Climax  | 2:21,7 | 210,92 km/h       | 03    |
| 04   | John Surtees        | Ferrari         | 2:21,9 | 210,62 km/h       | 04    |
| 05   | Jack Brabham        | Brabham-Climax  | 2:21,9 | 210,62 km/h       | 05    |
| 06   | Bruce McLaren       | Cooper-Climax   | 2:22,5 | 209,73 km/h       | 06    |
| 07   | Trevor Taylor       | Lotus-Climax    | 2:23,7 | 207,98 km/h       | 07    |
| 08   | Tony Maggs          | Cooper-Climax   | 2:24,4 | 206,98 km/h       | 08    |
| 09   | Innes Ireland       | BRP-B.R.M.      | 2:25,1 | 205,98 km/h       | 09    |
| 10   | Joseph Siffert      | Lotus-B.R.M.    | 2:25,2 | 205,83 km/h       | 10    |
| 11   | Joakim Bonnier      | Cooper-Climax   | 2:25,7 | 205,13 km/h       | 11    |
| 12   | Richie Ginther      | B.R.M.          | 2.25,9 |                   | 12    |
| 13   | Ludovico Scarfiotti | Ferrari         | 2.27,0 |                   | –     |
| 14   | Phil Hill           | Lotus-B.R.M.    | 2:27,7 | 202,35 km/h       | 14    |
| 15   | Maurice Trintignant | Lotus-Climax    | 2:28,3 | 201,53 km/h       | 15    |
| 16   | Peter Arundell      | Lotus-Climax    | 2:28,5 |                   | –     |
| 17   | Chris Amon          | Lola-Climax     | 2:30,5 | 198,59 km/h       | 17    |
| 18   | Jim Hall            | Lotus-B.R.M.    | 2:30,9 | 198,06 km/h       | 18    |
| 19   | Masten Gregory      | Lotus-B.R.M.    | 2:33,2 | 195,09 km/h       | 19    |
| 20   | Tony Settember      | Scirocco-B.R.M. | 2:36,7 | 190,73 km/h       | 20    |
| 21   | Lorenzo Bandini     | B.R.M.          | 2:37,8 | 189,40 km/h       | 21    |

### Rennen
| Pos. | Fahrer              | Konstrukteur    | Runden | Stopps | Zeit        | Start | Schnellste Runde |
| ---- | ------------------- | --------------- | ------ | ------ | ----------- | ----- | ---------------- |
| 01   | Jim Clark           | Lotus-Climax    | 53     | 0      | 2:10:54,3   | 01    | 2:21,6           |
| 02   | Tony Maggs          | Cooper-Climax   | 53     | 0      | + 1:04,9    | 08    |                  |
| 03   | Graham Hill         | B.R.M.          | 53     | 0      | + 1:13,9    | 02    |                  |
| 04   | Jack Brabham        | Brabham-Climax  | 53     | 0      | + 2:15,2    | 05    |                  |
| 05   | Dan Gurney          | Brabham-Climax  | 53     | 1      | + 2:33,4    | 03    |                  |
| 06   | Joseph Siffert      | Lotus-B.R.M.    | 52     | 0      | + 1 Runde   | 10    |                  |
| 07   | Chris Amon          | Lola-Climax     | 51     | 0      | + 2 Runden  | 17    |                  |
| 08   | Maurice Trintignant | Lotus-Climax    | 50     | 0      | + 3 Runden  | 15    |                  |
| 09   | Innes Ireland       | BRP-B.R.M.      | 49     | 0      | + 4 Runden  | 09    |                  |
| 10   | Lorenzo Bandini     | B.R.M           | 45     | 0      | + 8 Runden  | 21    |                  |
| 11   | Jim Hall            | Lotus-B.R.M.    | 45     | 0      | + 8 Runden  | 18    |                  |
| 12   | Bruce McLaren       | Cooper-Climax   | 42     | 0      | + 11 Runden | 06    |                  |
| 13   | Trevor Taylor       | Lotus-Climax    | 41     | 0      | + 12 Runden | 07    |                  |
| –    | Phil Hill           | Lotus-B.R.M.    | 34     | 0      | DNF         | 14    |                  |
| –    | Joakim Bonnier      | Cooper-Climax   | 32     | 0      | DNF         | 11    |                  |
| –    | Masten Gregory      | Lotus-B.R.M.    | 30     | 0      | DNF         | 19    |                  |
| –    | John Surtees        | Ferrari         | 12     | 1      | DNF         | 04    |                  |
| –    | Tony Settember      | Scirocco-B.R.M. | 5      | 0      | DNF         | 20    |                  |
| –    | Richie Ginther      | B.R.M.          | 4      | 0      | DNF         | 12    |                  |
| DNS  | Ludovico Scarfiotti | Ferrari         | –      | –      | –           |       | –                |
| DNS  | Peter Arundell      | Lotus-Climax    | –      | –      | –           |       | –                |

## WM-Stände nach dem Rennen
Die ersten sechs des Rennens bekamen 9, 6, 4, 3, 2, 1 Punkte. Es zählten nur die sechs besten Ergebnisse aus zehn Rennen. In der Konstrukteurswertung zählten dabei nur die Punkte des bestplatzierten Fahrers eines Teams.

### Fahrerwertung
| Pos. | Fahrer                  | Konstrukteur                  | Punkte |
| ---- | ----------------------- | ----------------------------- | ------ |
| 01   | Jim Clark               | Lotus-Climax                  | 27     |
| 02   | Dan Gurney              | Brabham-Climax                | 12     |
| 03   | Richie Ginther          | B.R.M.                        | 11     |
| 04   | Bruce McLaren           | Cooper-Climax                 | 10     |
| 05   | Graham Hill             | B.R.M.                        | 9      |
| 06   | Tony Maggs              | Cooper-Climax                 | 8      |
| 07   | John Surtees            | Ferrari                       | 7      |
| 08   | Innes Ireland           | BRP-B.R.M / Lotus-B.R.M.      | 3      |
| 09   | Jack Brabham            | Brabham-Climax / Lotus-Climax | 3      |
| 10   | Joakim Bonnier          | Cooper-Climax                 | 2      |
| 11   | Trevor Taylor           | Lotus-Climax                  | 1      |
| 12   | Carel Godin de Beaufort | Porsche                       | 1      |
| 13   | Ludovico Scarfiotti     | Ferrari                       | 1      |

| Pos. | Fahrer              | Konstrukteur               | Punkte |
| ---- | ------------------- | -------------------------- | ------ |
| 14   | Joseph Siffert      | Lotus-B.R.M.               | 1      |
| 15   | Chris Amon          | Lola-Climax                | 0      |
| 16   | Jim Hall            | Lotus-B.R.M.               | 0      |
| 17   | Maurice Trintignant | Lotus-Climax / Lola-Climax | 0      |
| 18   | Tony Settember      | Scirocco-B.R.M.            | 0      |
| 19   | Lorenzo Bandini     | B.R.M.                     | 0      |
| –    | Phil Hill           | Lotus-B.R.M / A.T.S.       | 0      |
| –    | Masten Gregory      | Lotus-B.R.M.               | 0      |
| –    | Willy Mairesse      | Ferrari                    | 0      |
| –    | Lucien Bianchi      | Lola-Climax                | 0      |
| –    | Giancarlo Baghetti  | A.T.S.                     | 0      |
| –    | Gerhard Mitter      | Porsche                    | 0      |

### Konstrukteurswertung
| Pos. | Konstrukteur   | Punkte |
| ---- | -------------- | ------ |
| 01   | Lotus-Climax   | 28     |
| 02   | Cooper-Climax  | 16     |
| 03   | B.R.M.         | 14     |
| 04   | Brabham-Climax | 13     |
| 05   | Ferrari        | 7      |
| 06   | BRP-B.R.M.     | 3      |

| Pos. | Konstrukteur    | Punkte |
| ---- | --------------- | ------ |
| 07   | Porsche         | 1      |
| 08   | Lotus-B.R.M.    | 1      |
| 09   | Scirocco-B.R.M. | 0      |
| –    | Lola-Climax     | 0      |
| –    | A.T.S.          | 0      |